# Misterios de Fátima

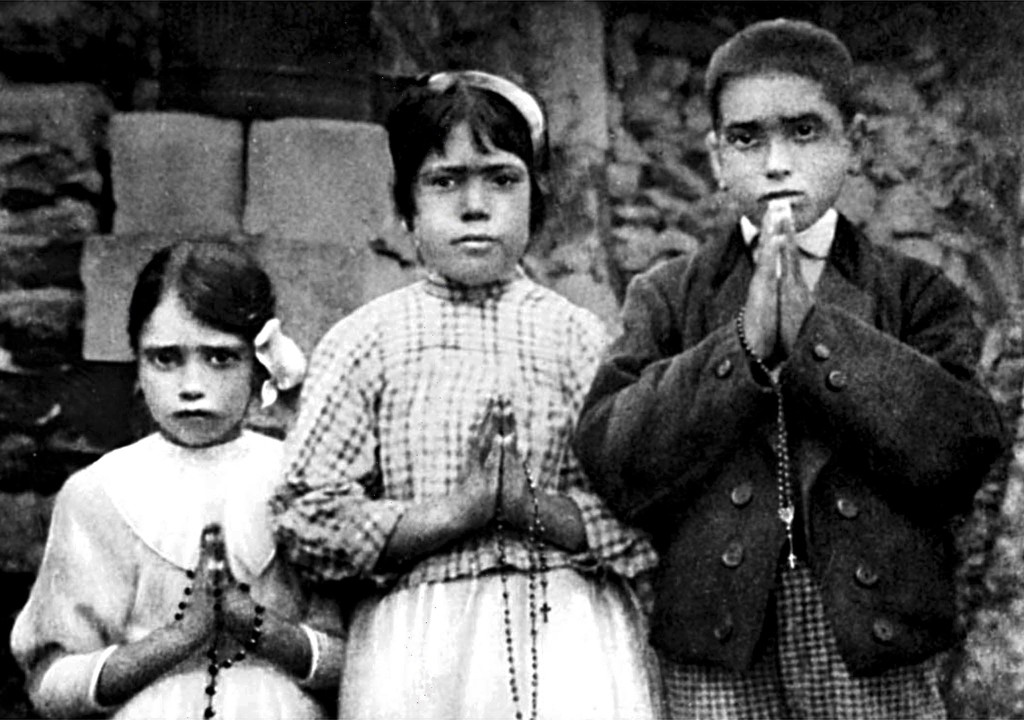
Los tres niños de Fátima con rosarios

Los tres misterios de Fátima es el nombre usado para referirse a tres secretos que, según la tradición católica, la Virgen de Fátima confió a tres pastores portugueses.

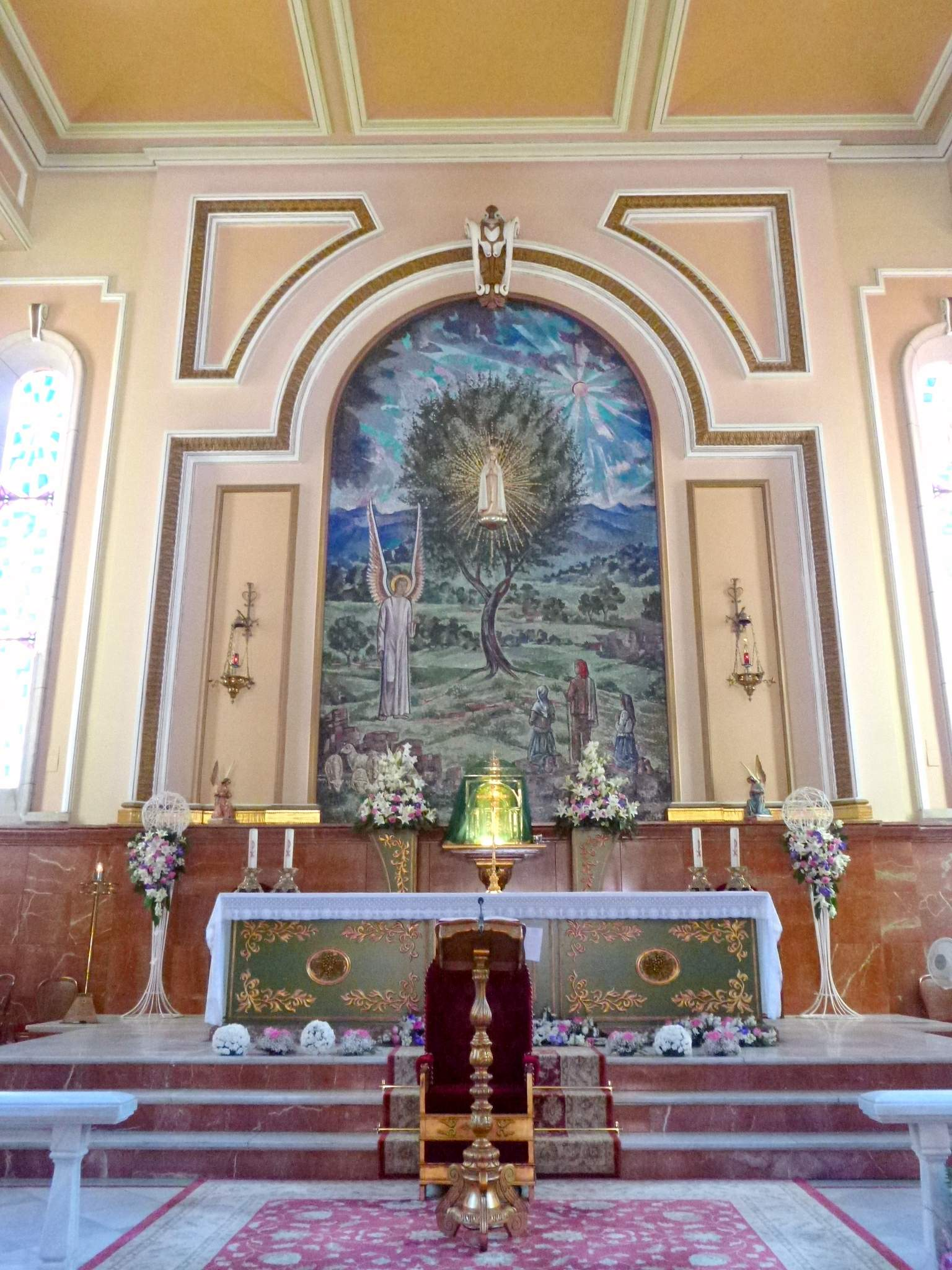
Altar de la Iglesia de Nuestra Señora de Fátima de Vigo

En mayo de 1917, tres jóvenes pastores portugueses, Lucía dos Santos y sus primos Jacinta y Francisco Marto, afirmaron haber hablado con la Virgen María. Esa advocación de María es hoy popularmente descrita como Nuestra Señora de Fátima.
El 13 de mayo de 1917, los jóvenes videntes afirmaron que la Virgen María les había confiado tres secretos en forma de profecías.
Dos de los secretos se revelaron en 1941, en un documento escrito por Lucía para ayudar con la canonización de sus primos, mientras el tercero debía quedarse en secreto, aunque el obispo de Leiría le ordenó a Lucía que lo pusiera en escrito para presentarlo al papa. Lucía escogió la fecha de 1960 para revelar el secreto, porque pensó que «para entonces será más claramente entendido». El texto del tercer secreto fue revelado por el papa Juan Pablo II, el 26 de junio del 2000.

## Primer misterio
El primer misterio era una visión del Infierno:

Nossa Senhora mostrou-nos um grande mar de fogo que parecia estar debaixo da terra.
Mergulhados neste fogo os demónios e as almas, como se fossem brasas transparentes e negras ou bronzeadas com forma humana, que flutuavam no incêndio levadas pelas chamas que delas mesmas saíam, juntamente com nuvens de fumo, caindo para todos os lados, semelhante ao cair das faúlhas em os grandes incêndios, sem peso nem equilíbrio, entre gritos e gemidos de dor e desespero que horrorizava e fazia estremecer de pavor.
Os demónios distinguiam-se por formas horríveis e asquerosas de animais espantosos e desconhecidos, mas transparentes e negros.

Esta vista foi um momento, e graças à nossa boa Mãe do Céu, que antes nos tinha prevenido com a promessa de nos levar para o Céu (na primeira aparição)! Se assim não fosse, creio que teríamos morrido de susto e pavor.
Nuestra Señora nos mostró un gran mar de fuego que parecía estar debajo de la tierra. Sumergidos en ese fuego, los demonios y las almas, como si fuesen brasas transparentes y negras o bronceadas, con forma humana que fluctuaban en el incendio, llevadas por las llamas que de ellas mismas salían, juntamente con nubes de humo que caían hacia todos los lados, parecidas al caer de las pavesas en los grandes incendios, sin equilibrio ni peso, entre gritos de dolor y gemidos de desesperación que horrorizaba y hacía estremecer de pavor. Los demonios se distinguían por sus formas horribles y asquerosas de animales espantosos y desconocidos, pero transparentes y negros.
Esta visión fue durante un momento, y ¡gracias a nuestra Buena Madre del Cielo, que antes nos había prevenido con la promesa de llevarnos al Cielo! [en la primera aparición]. De no haber sido así, creo que hubiésemos muerto de susto y pavor.

## Segundo misterio
El segundo misterio incluyó instrucciones de cómo salvar las almas del Infierno y reconvertir el mundo a la cristiandad. Este mensaje afirmaba que la Unión Soviética debía consagrarse al Corazón Inmaculado y que por ello sería concedido al mundo un tiempo de paz.

Em seguida, levantamos os olhos para Nossa Senhora que nos disse com bondade e tristeza:
«Vistes o Inferno, para onde vão as almas dos pobres pecadores.
Para as salvar, Deus quer estabelecer no mundo a devoção a meu Imaculado Coração.
Se fizerem o que eu disser salvar-se-ão muitas almas e terão paz.
A guerra vai acabar, mas se não deixarem de ofender a Deus, no reinado de Pio XI começará outra pior.
Quando virdes uma noite, alumiada por uma luz desconhecida, sabei que é o grande sinal que Deus vos dá de que vai punir o mundo pelos seus crimes, por meio da guerra, da fome e de perseguições à Igreja e ao Santo Padre.
Para a impedir virei pedir a consagração da Rússia a meu Imaculado Coração e a Comunhão Reparadora nos Primeiros Sábados.
Se atenderem a meus pedidos, a Rússia se converterá e terão paz, se não, espalhará seus erros pelo mundo, promovendo guerras e perseguições à Igreja, os bons serão martirizados, o Santo Padre terá muito que sofrer, várias nações serão aniquiladas, por fim o meu Imaculado Coração triunfará.
O Santo Padre consagrar-me-á a Rússia, que se converterá, e será concedido ao mundo algum tempo de paz».
Inmediatamente levantamos los ojos hacia Nuestra Señora que nos dijo con bondad y tristeza:
«Vísteis el infierno adonde van las almas de los pobres pecadores; para salvarlas, Dios quiere establecer en el mundo la devoción a mi Inmaculado Corazón. Si se hace lo que os voy a decir, se salvarán muchas almas y tendréis paz. La guerra pronto terminará. Pero si no dejaren de ofender a Dios, en el pontificado de Pío XI comenzará otra peor. Cuando veáis una noche iluminada por una luz desconocida, sabed que es la gran señal que Dios os da de que va a castigar al mundo por sus crímenes, por medio de la guerra, del hambre y de las persecuciones a la Iglesia y al Santo Padre. Para impedirla, vendré a pedir la consagración de Rusia a mi Inmaculado Corazón y la Comunión reparadora de los primeros sábados. Si se atienden mis deseos, Rusia se convertirá y habrá paz; si no, esparcirá sus errores por el mundo, promoviendo guerras y persecuciones a la Iglesia. Los buenos serán martirizados y el Santo Padre tendrá mucho que sufrir; varias naciones serán aniquiladas. Por fin mi Inmaculado Corazón triunfará. El Santo Padre me consagrará a Rusia, que se convertirá, y será concedido al mundo algún tiempo de paz.

## Tercer misterio
Debido a la larga demora para revelar el tercer misterio, se crearon numerosas hipótesis conspirativas, que circularon en la Iglesia y fuera de ella.
Algunas proclamaban que el tercer misterio profetizaría la guerra nuclear, la deposición de un papa, el asesinato de un papa, o el remplazo de un legítimo papa por un impostor. 
En 1984 el entonces cardenal Joseph Ratzinger (futuro papa Benedicto XVI) dijo que el tercer misterio pertenecía a «los peligros que amenazan la fe y la vida del cristiano, y por lo tanto del mundo. Y entonces la importancia de los novissimi».
El obispo de Fátima, Cosme do Amaral, dijo en 1984: «Su contenido concierne solo a nuestra fe. Para identificar el [Tercer] Misterio con anuncios catastróficos o con un holocausto nuclear deberá deformar el significado del mensaje. La pérdida de la fe de un continente es peor que la aniquilación de una nación; y es verdad que esa fe disminuye continuamente en Europa».
El cardenal Mario Ciappi, teólogo papal bajo Pablo VI y Juan Pablo II escribió: «En el tercer secreto se predice, entre otras cosas, que la gran apostasía en la Iglesia empezará en lo alto».
El papa Juan Pablo II contó en 1980 que sus antecesores no revelaron el secreto «por no alentar el poder del mundo comunista a hacer ciertos movimientos». Criticó a las personas que desearon conocer el misterio solo por mera curiosidad y sensacionalismo. Tomando un rosario concluyó: «Aquí está el remedio contra este mal. Ore, ore, y no pida nada más».

### Texto del tercer misterio
Finalmente, durante una visita a Portugal para la beatificación de los videntes Francisco y Jacinta (Lucía estaba todavía viva), el 13 de mayo de 2000, el papa Juan Pablo II anunció por medio de su secretario de Estado, el cardenal Ángelo Sodano, que había decidido hacer público el texto del tercer misterio.
Unos pocos meses más tarde, el 26 de junio del 2000, el texto fue dado a conocer por la Santa Sede, junto con una discusión del significado del texto.

Escrevo, em ato de obediência a Vós meu Deus, que me mandais por meio de Sua Excelência
Reverendíssima o Sr. Bispo de Leiria, e da Vossa e minha Santíssima Mãe.
Depois das duas partes que já expus, vimos ao lado esquerdo de Nossa Senhora, um pouco mais alto, um anjo com uma espada de fogo na mão esquerda.
Ao cintilar despedia chamas que pareciam incendiar o mundo.
Mas, apagavam-se com o contato do brilho que da mão direita expedia Nossa Senhora ao seu encontro.<>O anjo, apontando com a mão direita para a terra, com voz forte dizia:
“Penitência, penitência, penitência”.
E vimos numa luz imensa, que é Deus, algo semelhante a como se vêem as pessoas no espelho, quando lhe diante passa um bispo vestido de branco.
Tivemos o pressentimento de que era o Santo Padre.
Vimos vários outros bispos, sacerdotes, religiosos e religiosas subir uma escabrosa montanha, no cimo da qual estava uma grande cruz, de tronco tosco, como se fora de sobreiro como a casca.
O Santo Padre, antes de chegar aí, atravessou uma grande cidade, meia em ruínas e meio trêmulo, com andar vacilante, acabrunhado de dor e pena.
Ia orando pelas almas dos cadáveres que encontrava pelo caminho.
A chegar ao cimo do monte, prostrado, de joelhos, aos pés da cruz, foi morto por um grupo de soldados que lhe disparavam vários tiros e setas e assim mesmo foram morrendo uns após os outros, os bispos, os sacerdotes, religiosos, religiosas e várias pessoas seculares.
Cavalheiros e senhoras de várias classes e posições.
Sob os dois braços da cruz, estavam dois anjos.
Cada um com um regador de cristal nas mãos recolhendo neles o sangue dos mártires e com eles irrigando as almas que se aproximavam de Deus.
Escribo en obediencia a Vos, Dios mío, que lo ordenáis por medio de Su Excelencia Reverendísima el Señor Obispo de Leiria y de la Santísima Madre vuestra y mía.
Después de las dos partes que ya he expuesto, hemos visto al lado izquierdo de Nuestra Señora un poco más en lo alto a un Ángel con una espada de fuego en la mano izquierda; centelleando emitía llamas que parecía iban a incendiar el mundo; pero se apagaban al contacto con el esplendor que Nuestra Señora irradiaba con su mano derecha dirigida hacia él. El Ángel, señalando la Tierra con su mano derecha, dijo con fuerte voz: «¡Penitencia, penitencia, penitencia!». Y vimos en una inmensa luz qué es Dios: algo semejante a como se ven las personas en un espejo cuando pasan ante él, [vimos] a un obispo vestido de blanco. Hemos tenido el presentimiento de que fuera el Santo Padre. También a otros obispos, sacerdotes, religiosos y religiosas subir una montaña empinada, en cuya cumbre había una gran cruz de maderos toscos como si fueran de alcornoque con la corteza; el Santo Padre, antes de llegar a ella, atravesó una gran ciudad en ruinas y, medio tembloroso, con paso vacilante, apesadumbrado de dolor y pena, rezando por las almas de los cadáveres que encontraba por el camino; llegado a la cima del monte, postrado de rodillas a los pies de la gran cruz fue muerto por un grupo de soldados que le dispararon varios tiros de arma de fuego y flechas; y del mismo modo murieron uno tras otro los obispos, sacerdotes, religiosos y religiosas y diversas personas seglares, hombres y mujeres de diversas clases y posiciones. Bajo los dos brazos de la cruz había dos ángeles, cada uno de ellos con una jarra de cristal en la mano, en las cuales recogían la sangre de los mártires y regaban con ella las almas que se acercaban a Dios.

El 11 de mayo de 2010 ―diez años después de la difusión del tercer secreto―, el papa Benedicto XVI dijo, durante su vuelo de avión a Lisboa en el marco de su viaje apostólico a Portugal, que los sufrimientos actuales de las personas que fueron abusadas por sacerdotes católicos en realidad representaban el sufrimiento de la Iglesia que había anunciado el tercer secreto de Fátima.